# 삼화초등학교 (강원)
삼화초등학교는 대한민국 강원특별자치도 동해시에 있는 공립 초등학교이다.

## 학교 연혁
- 1942년 5월 27일 삼화공립국민학교 설립 인가
- 1968년 12월 23일 현 위치로 이전
- 1996년 3월 1일 삼화초등학교로 개칭
- 1998년 3월 1일 삼화분교장 통폐합

## 참고 자료
- 삼화초등학교 - 한국교육학술정보원 학교알리미삼화초등 66.67년도졸업생중 찿고싶습니다 연락주십시요 010 4514 7519